# Dinarmus vagabundus
Dinarmus vagabundus ist ein Hautflügler in der Familie Pteromalidae. Die Art wurde 1926 von dem US-amerikanischen Entomologen P. H. Timberlake als Bruchobius vagabundus erstbeschrieben. Holotyp und Paratypen stammten von Hawaii.

## Merkmale
Die weiblichen Erzwespen sind etwa 2,3 mm lang, die Männchen etwa 1,7 mm. Im Folgenden eine Beschreibung der Hautflüglerart basierend auf einem Informationsblatt der indischen Landwirtschaftsbehörde „Indian Council of Agricultural Research“. Kopf und Mesosoma sind schwarz, nicht-metallisch, fein und dicht netzartig punktiert, mit spärlicher aber auffälliger weißer Behaarung. Das Metasoma ist braunschwarz mit metallischem Glanz und ohne Behaarung. Scapus und Pedicellus sind hellbraun-gelb gefärbt. Fühlergeißel und Tegulae sind dunkelbraun. Die Aderung der hyalinen Flügel ist gelb. Der Kopf ist breiter als das Mesosoma. Letzteres ist eiförmig und niedergedrückt, kürzer als Kopf und Mesosoma zusammen. Die Fühler sind knapp über dem unteren Augenrand eingelenkt. Der Abstand zwischen den hinteren Ocelli ist knapp größer als der Abstand zwischen Ocelli und Augenrand. Der Scapus reicht bis zum medianen Ocellus. Der Pedicellus ist annähernd so lang wie Funikularglied F1. Das dritte Ringglied (Anellus) ist quadratisch. Die Mandibeln sind vierzähnig. Die Vorderflügel weisen eine kurze, feine, undeutliche Diskalbehaarung auf. Die Postmarginalader hat etwa die 3/4 Länge der Marginalader und ist annähernd so lang wie die Stigmalader. Das Propodeum ist dicht netzartig punktiert und glänzend mit einem kurzen Nacken.

## Verbreitung
Dinarmus vagabundus kommt an verschiedenen Orten auf der Welt vor, darunter in der Orientalis (Südasien), auf Madagaskar und in der Karibik (Barbados, Jamaica, Puerto Rico).

## Lebensweise
Dinarmus vagabundus ist ein gregärer Ektoparasitoid von Larven und Puppen aus der Familie der Samenkäfer (Bruchidae). Die Wirte entwickeln sich in den Samen von Hülsenfrüchtlern (Fabaceae). Das Weibchen legt ein Ei oder mehrere Eier an die äußere Körperhülle des Wirts innerhalb des Pflanzensamens ab. Die Parasitenlarve heftet sich an ihren Wirt und entwickelt sich dort, wobei sie ihren Wirt von außen frisst. Nach der Verpuppung verlässt die adulte Erzwespe den Samen, indem sie ein Loch in dessen Hülle frisst. Die Art steht im Fokus von Studien zum Einsatz in der biologischen Schädlingsbekämpfung.
Folgende Wirtsarten von Dinarmus vagabundus sind bekannt:
- Callosobruchus analis
- Callosobruchus chinensis
- Callosobruchus maculatus – Vierfleckiger Bohnenkäfer

## Taxonomie
Synonyme von Dinarmus vagabundus sind:
- Bruchobius vagabundus Timberlake, 1926
- Dinarmus bruchocida Risbec, 1952
- Pseudocatolaccus bruchocida Risbec, 1952